# Březník (Modrava)
Březník (německy Pürstling) je samota, která se nachází v širokém údolí Luzenského potoka, 7,5 km jihovýchodně od Modravy v katastrálním území Filipova Huť obce Modrava.

## Historie
Luzenským údolím ve středověku vedla Zlatá stezka. Tato cesta spojovala Čechy s Pasovem. První písemná zmínka o Březníku pochází z roku 1787. Do hájovny Pürstlink zasadil Karel Klostermann děj románu Ze světa lesních samot, který se odehrává ve druhé polovině 19. století. Bývalá Schwarzenberská hájovna byla v letech 1998–2002 opravena a přeměněna na informační středisko Národního parku Šumava.

## Přírodní podmínky
Březník se nachází na severním okraji Luzenského údolí v Kvildských pláních, nad soutokem Luzenského a Březnického potoka, čímž vzniká Modravský potok, který je hlavním pramenným tokem Vydry. Celá lokalita je jedním z nejdeštivějších (dlouhodobý průměr 1552 mm, v roce 1922 dokonce 2132 mm) a nejstudenějších míst v Česku. Nachází se v přísně chráněné zóně parku, okolní les je však v současnosti silně napadený kůrovcem.

## Turistické trasy
Z Březníku vede lesem naučná cesta „Proměna horské smrčiny“. Z údolí se nabízí jeden z nejkrásnějších výhledů na Luzný, který leží 300 m za česko-německou hranicí v Bavorsku.
Po trase bývalé Zlaté stezky vedla do druhé světové války turistická stezka. Po vysídlení Němců již nebývala používána. Krátce byla tato cesta přístupná po pádu komunistického režimu, ale s vyhlášením národního parku se stala turistům z české strany opět nepřístupná kvůli výskytu tetřeva hlušce. Hraničního přechodu Modrý sloup tedy bylo až do roku 2009 možné dosáhnout pouze z německé strany, i zde se však jedná o přísně chráněnou lokalitu a neznačenou stezku. Od roku 2009 vede z Březníku turistický chodník ke státní hranici, kde se napojuje na přechod Modrý sloup a pokračuje na vrchol Luzný. Trasa nekopíruje původní Zlatou stezku, vedoucí Luzenským údolím, ale obchází chráněnou lokalitu po úbočí Špičníku.

## Fotogalerie

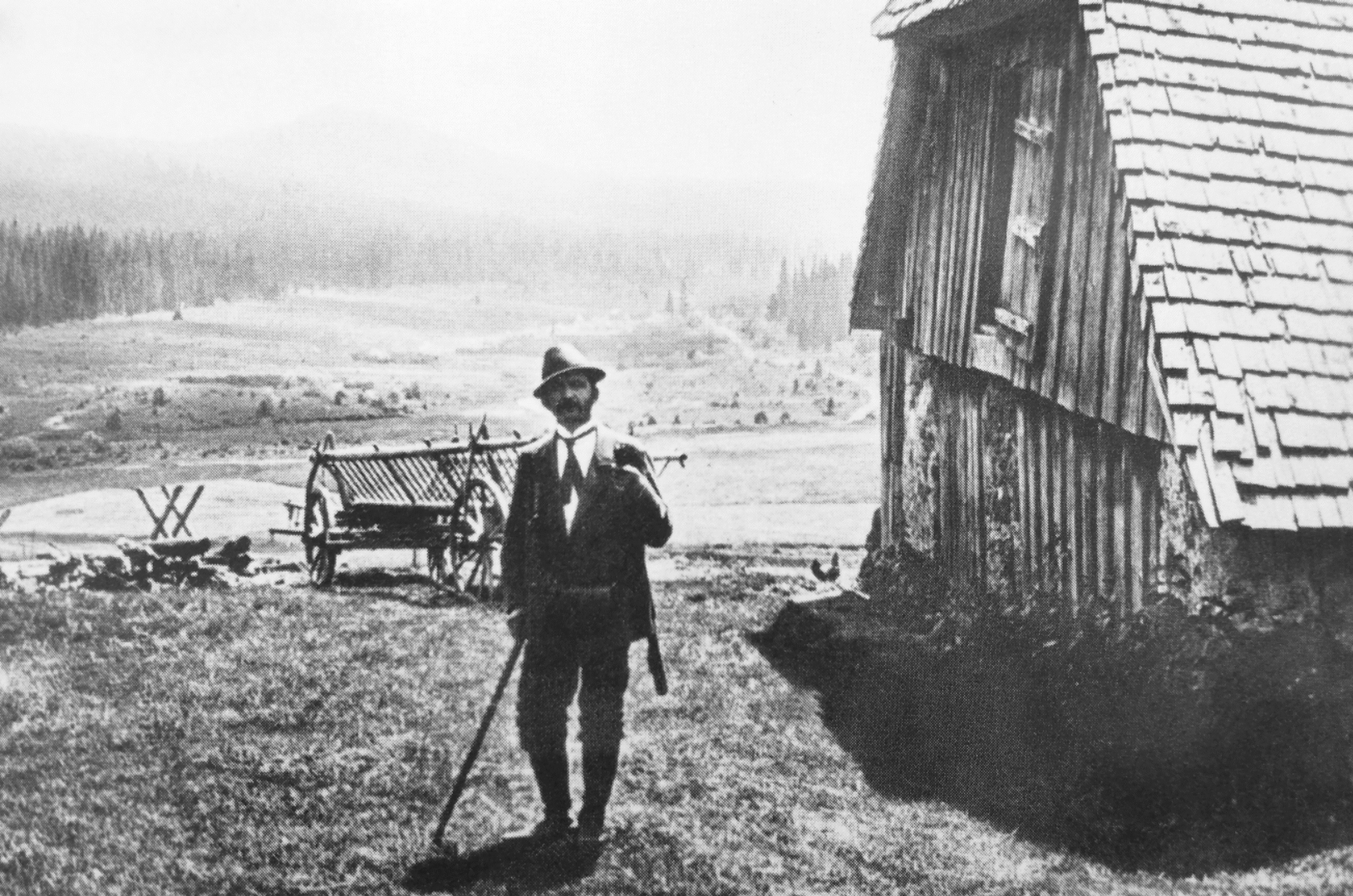
Pohled k Luznému (1900–1948)
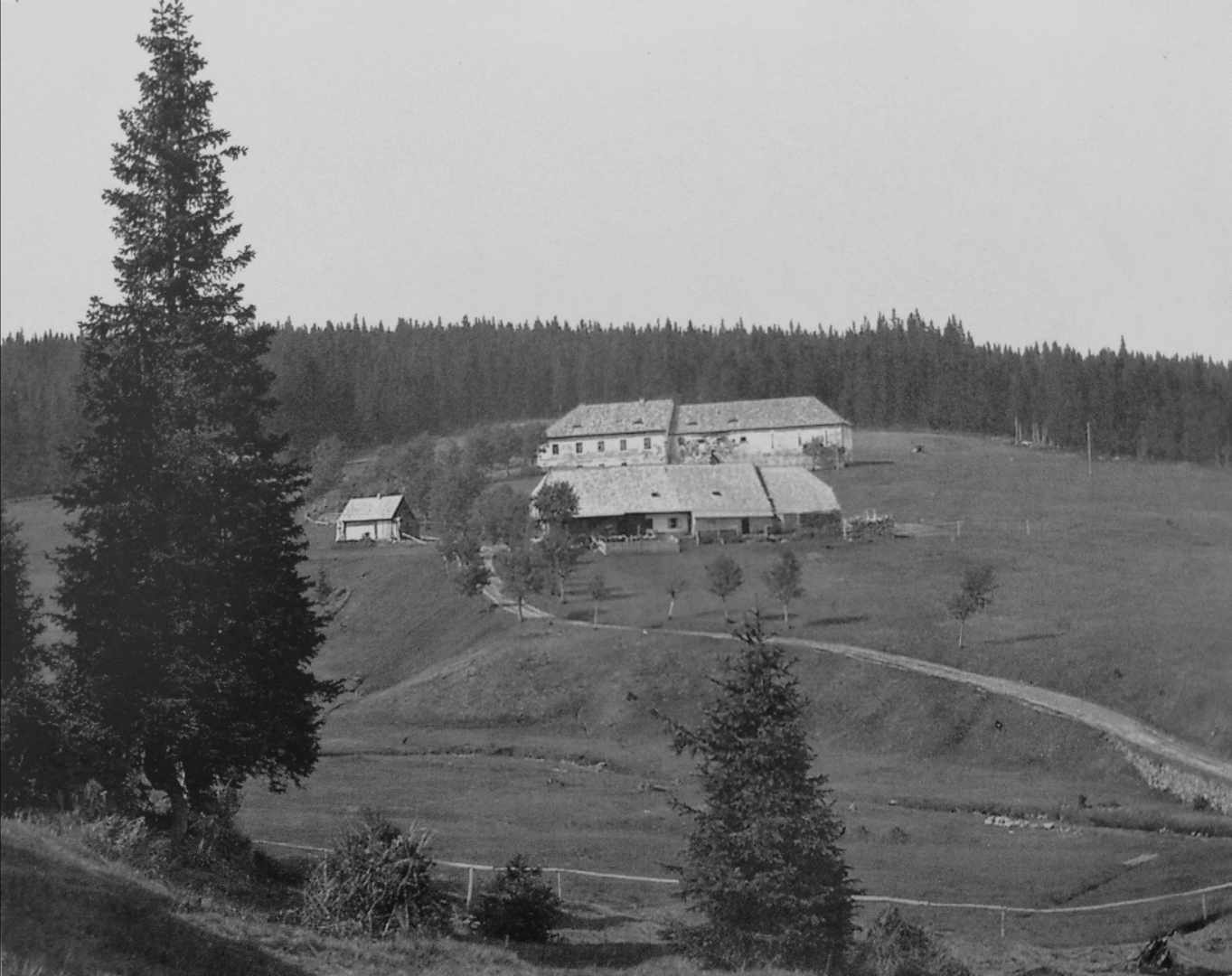
Několik chalup a státní hájenka v údolí Luzenského potoka (1930–1948)
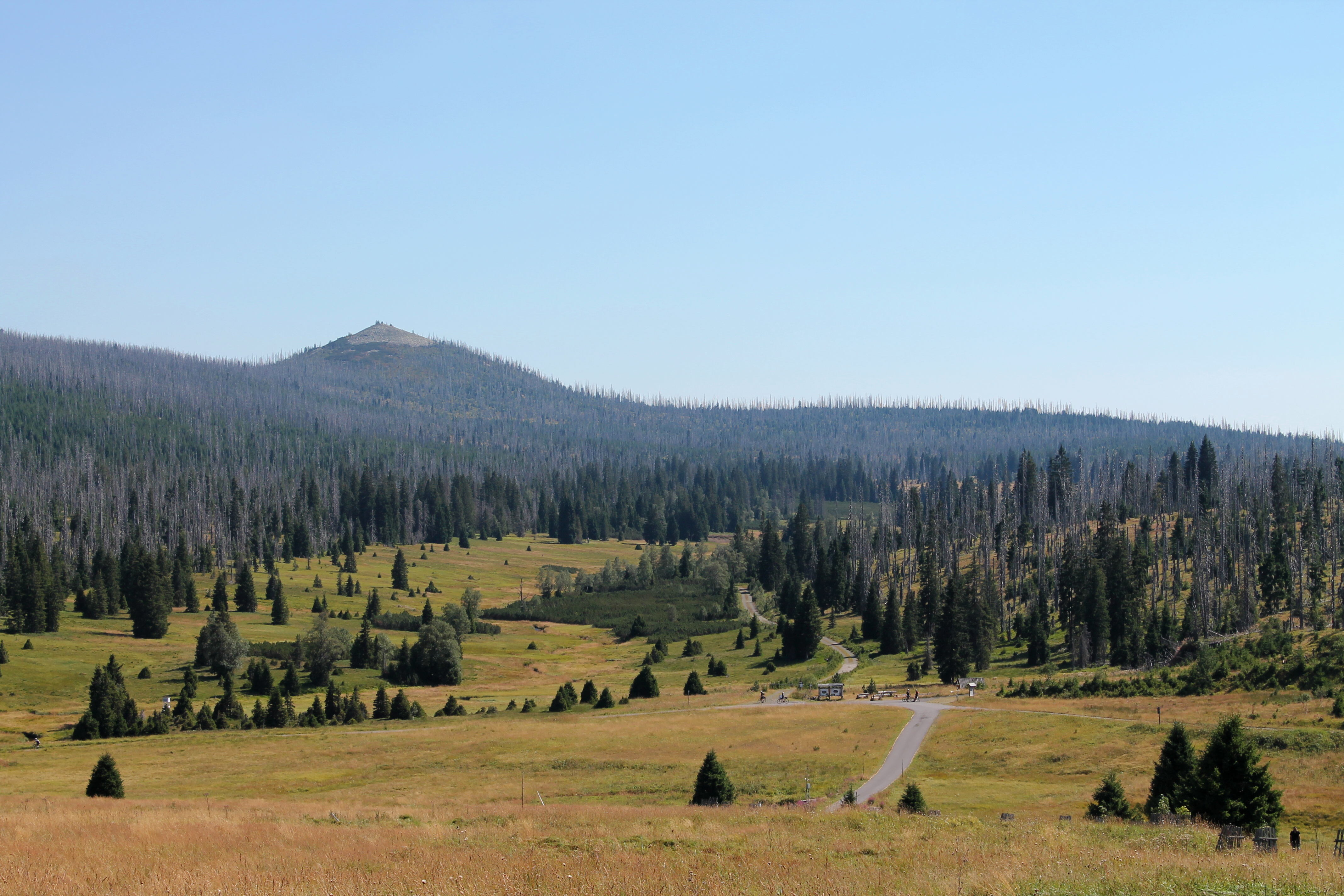
Pohled z Březníku do Luzenského údolí a na Luzný (2013)